# Muya (commune)
Pour les articles homonymes, voir Muya.
Muya est une commune de la ville de Mbuji-Mayi en république démocratique du Congo. 

## Administration
Avec 93 789 électeurs recensés en 2018, Muya a le statut de commune urbaine de plus de 80 000 électeurs, elle compte 9 conseillers municipaux en 2019.